# Dolicheremaeus plurisetus
Dolicheremaeus plurisetus är en kvalsterart som beskrevs av Sandór Mahunka 1988. Dolicheremaeus plurisetus ingår i släktet Dolicheremaeus och familjen Tetracondylidae. Inga underarter finns listade i Catalogue of Life.